# South Central Confederation Super League
De South Central Confederation Super League is de 2de voetbaldivisie van Jamaica voor de parishes Clarendon, Manchester, Saint Catherine en Saint Elizabeth.
Op het einde van het seizoen speelt de winnaar van de South Central Confederation Super League tegen de winnaars van de KSAFA Super League, de Eastern Confederation Super League en de Western Confederation Super League een play-off, waarvan de twee eerste teams promoveren naar de Jamaican National Premier League.

## Teams
- Bodles FC
- Downs FC
- Hillstars FC
- Leeds FC
- Meadows FC
- Monymusk FC
- Naggo Head FC
- Newlands FC
- Original Hazard FC
- Tafari Lions FC
- Tru Juice FC
- Wood Hall FC